# Légat apostolique

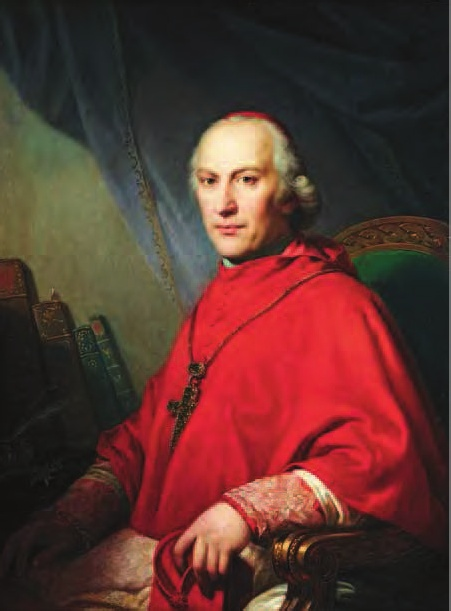
Le cardinal Ercole Consalvi (1757-1824)

Le légat apostolique (du latin legatus, « envoyé »), ou plus communément légat du pape, ou légat pontifical, est un représentant extraordinaire du pape chargé d'une mission spécifique, généralement diplomatique. Il se distingue en cela du nonce apostolique qui est un ambassadeur permanent du Saint-Siège auprès des gouvernements étrangers.

## Histoire
La pratique des légats n'est pas attestée avant le concile d'Arles, en 314, dont les souscriptions mentionnent quatre « envoyés » (missi) par l'évêque de Rome, Sylvestre. Elle se développe au fil des conciles qui suivent et le terme « légat », repris de l'usage romain, s'impose à partir de la fin du IVe siècle. Grégoire Ier leur donne la part belle et explique sa vision de leur fonction en 591, dans une lettre aux évêques de Sicile : ils représentent l'autorité pontificale. On reprend également pour les désigner le titre d'apocrisiaire utilisé par l'Empire byzantin. Les légats peuvent agir au nom du pape sur un dossier précis, mais ils exercent le plus souvent une compétence générale.
Après une période de déclin liée à celui de la papauté, les légats reprennent de l'ampleur et gagnent des nouveaux pouvoirs dès les prémices de la réforme grégorienne : ils ont les évêques sous leur juridiction, peuvent convoquer des synodes et réorganiser une Église locale, et prennent pied dans les cours royales. Ainsi, deux légats de Nicolas II assistent en 1059 au sacre de Philippe Ier de France.
Au XIIIe siècle, les décrétalistes tentent d'introduire une typologie. Les legati nati ou creati sont des archevêques dont la légation est liée à leur office : c'est le cas par exemple à Arles, Cantorbéry, Prague ou Salzbourg. Les légats peuvent l'être a latere (de l'expression latine missus e latere suo, littéralement « détaché du flanc du pape »), expression qui marque l'étendue de leur autorité : ils sont l'équivalent du pape dans le territoire dans lequel ils sont envoyés. Apparu pour la première fois en 860 pour des légats ayant rang d'évêques, le titre est rapidement réservé aux cardinaux. Enfin, les legati missi sont nommés pour une mission ponctuelle et précise et servent généralement de diplomates, de collecteurs d'impôts et d'informateurs. Leur mission laisse présager celle des nonces ; elle devient une étape importante dans la carrière d'un prélat de Curie.
Au XVIe siècle, principalement sous l'impulsion de Léon X, les légations se transforment en nonciatures, ambassades permanentes auprès d'un gouvernement. Le rôle du légat ne disparaît pas pour autant : il devient un ambassadeur extraordinaire, chargé de renforcer les nonces. Ainsi, des légats assistent à toutes les sessions du concile de Trente et un légat est nommé en France quand le trône échoit au protestant Henri de Navarre, futur Henri IV. L'institution décline après le traité de Westphalie (1648) : la légation a latere, qui implique les honneurs dus au pape en personne, est trop lourde et coûteuse.
Les légats reprennent de l'importance après la Révolution française : le cardinal Caprara, nommé légat a latere en 1801, après la signature du concordat, assure la réorganisation de l'Église de France et accorde l'institution canonique aux évêques nommés par Bonaparte. Des légats participent également au congrès de Vienne de 1815.

## Aujourd'hui
Les légats sont des chefs de mission extraordinaires. On distingue trois catégories :
- les légats a latere, cardinaux de la Curie romaine ;
- les envoyés spéciaux (nouveau nom des cardinaux-légats), cardinaux n'appartenant pas à la Curie ;
- les non-cardinaux : nonces, pro-nonces ou délégués apostoliques.